# Raszyt Nieżmietdinow
Raszyt Gibiatowicz Nieżmietdinow (ros. Рашит Гибятович Нежметдинов, ur. 15 grudnia 1912 w Aktiubińsku, zm. 3 czerwca 1974 w Kazaniu) – radziecki szachista i warcabista.
Mistrz międzynarodowy od 1954. Autor pierwszego podręcznika szachowego w języku tatarskim (Kazań 1953). Był pierwszą osobą, która w Związku Socjalistycznych Republik Radzieckich uzyskała tytuł mistrza zarówno w szachach, jak i warcabach (oba tytuły otrzymał w 1950). 
Wielokrotny mistrz Tatarskiej SRR. Pięciokrotny mistrz Rosyjskiej FSRR (1950, 1951, 1953, 1957, 1958). Czterokrotny finalista mistrzostw Związku Radzieckiego (najlepszy wynik: Kijów 1954, dz. VII m.). Wybrane sukcesy w turniejach międzynarodowych: II m. w Bukareszcie (1954, za Wiktorem Korcznojem), dz. II m. w Rostowie (1961, za Markiem Tajmanowem), III m. w Baku (1964, za Władimirem Antoszynem i Władimirem Bagirowem).
Według retrospektywnego systemu Chessmetrics, najwyższy ranking osiągnął we wrześniu 1954 r., z wynikiem 2660 punktów zajmował wówczas 21. miejsce na świecie.